# Ōishida (Yamagata)
Ōishida (大石田町 Ōishida-machi?) es un pueblo localizado en la prefectura de Yamagata, Japón. Al 1 de enero de 2020, la ciudad tenía una población estimada de 6.945 habitantes en 2.348 hogares, y una densidad de población de 87 personas por km². La superficie total de la ciudad es de 79,54 kilómetros cuadrados (31 millas cuadradas). En junio de 2019 tenía una población de 6.765 habitantes y una densidad de población de 85,1 personas por km². Su área total es de 79,54 km².

## Geografía

### Municipios circundantes
- Prefectura de Yamagata
  - Obanazawa
  - Murayama
  - Funagata

## Demografía
Según datos del censo japonés, la población de Ōishida ha disminuido en los últimos años.
| Año del censo | Población       |
| ------------- | --------------- |
| 1920          | 10.845          |
| 1930          | 12.073 (+11.3%) |
| 1940          | 11.994 (−0.7%)  |
| 1950          | 16.018 (+33.6%) |
| 1960          | 14.250 (−11.0%) |
| 1970          | 11.799 (−17.2%) |
| 1980          | 10.685 (−9.4%)  |
| 1990          | 10.292 (−3.7%)  |
| 1995          | 9.949           |
| 2000          | 9.400 (−8.7%)   |
| 2005          | 8.824           |
| 2010          | 8.160 (−13.2%)  |
| 2015          | 7.357           |
| 2019          | 6.945           |
| 2020          | 6.577 (−19.4%)  |

## Historia
Elárea de la actual Ōishida era parte de la antigua provincia de Dewa y se menciona en los registros de Engishiki como la ubicación de un asentamiento fortificado en la carretera que conecta el Castillo de Akita en el Mar del Japón con Tagajō en la costa del Pacífico. Durante el período Edo fue un puerto fluvial en el río Mogami en parte bajo el control del dominio Shinjō y en parte territorio tenryō administrado directamente por el shogunato Tokugawa. Después del inicio del período Meiji, el área pasó a formar parte del distrito de Kitamurayama , prefectura de Yamagata. El pueblo de Ōishida se estableció el 1 de abril de 1889 con la creación del sistema de municipios moderno. Fue elevada a la categoría de ciudad el 23 de enero de 1897.

## Economía
La economía de Ōishida se basa en la agricultura.

## Educación
Ōishida tiene una escuela primaria pública y una escuela secundaria pública administradas por el gobierno de la ciudad. El pueblo no tiene escuela secundaria.

## Transporte

### Ferrocarril

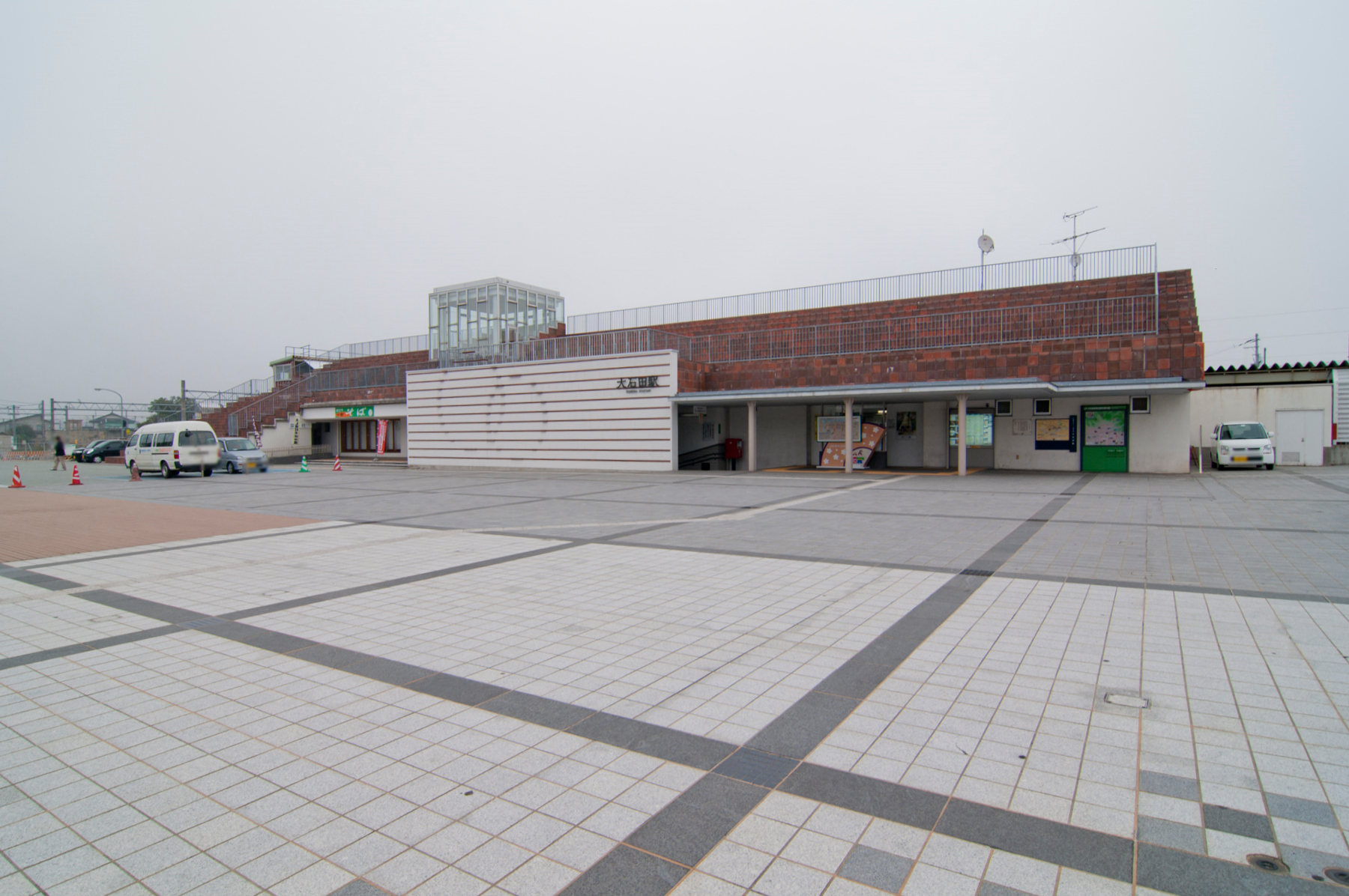
La estación Ōishida (大石田駅, Ōishida-eki) es una estación de ferrocarril de cruce en la ciudad de Ōishida, Yamagata, Japón, operada por la Compañía de Ferrocarriles del Este de Japón (JR East)

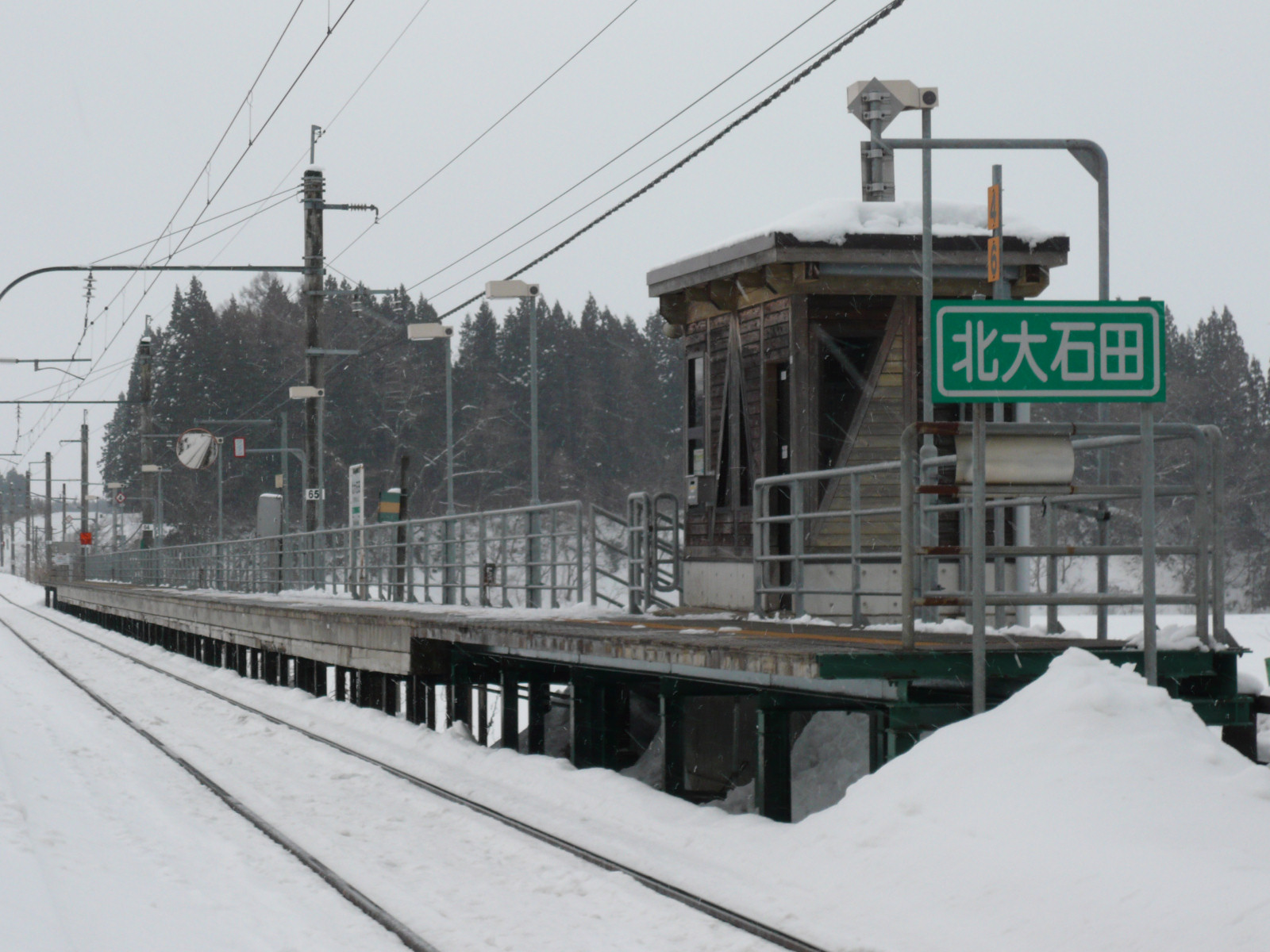
La estación Kita-Ōishida (北大石田駅, Kita-Ōishida-eki) es una estación de ferrocarril en la ciudad de Ōishida, Yamagata, Japón, operada por la Compañía de Ferrocarriles del Este de Japón (JR East). La estación Kita-Ōishida cuenta con el servicio de la línea principal Ōu y está ubicada a 130,8 kilómetros en tren del final de la línea en la estación de Fukushima.

- Compañía de Ferrocarriles del Este de Japón - Yamagata Shinkansen
- Ōishida

- Compañía de Ferrocarriles del Este de Japón - Línea principal Ōu
- Ōishida - Kita-Ōishida

### Carreteras
- Ruta Nacional 13
- Ruta Nacional 347

## Relaciones internacionales

### Ciudades gemelas - Ciudades hermanas
- Condado de Fangzheng, China, desde el 1 de febrero de 1990.